# Nadine de Breij
Nadine de Breij (Utrecht, 2 september 1999) is een Nederlands voetbalspeelster.
Zij speelde bij de jeugd van VVIJ, en speelde kort bij de vrouwen van FC Utrecht. De Breij ging in seizoen 2017–18 naar Excelsior Barendrecht om in de Eredivisie Vrouwen te gaan spelen.

## Statistieken
| Seizoen | Club                  | Land      | Competitie | Wedstrijden | Doelpunten |
| ------- | --------------------- | --------- | ---------- | ----------- | ---------- |
| 2017/18 | Excelsior Barendrecht | Nederland | Eredivisie | 12          | 1          |
| 2018/19 | Excelsior Barendrecht | Nederland | Eredivisie | 19          | 0          |
| 2019/20 | Excelsior Barendrecht | Nederland | Eredivisie | 2           | 0          |
| 2020/21 | Excelsior             | Nederland | Eredivisie |             | –          |
| Totaal  | Totaal                | Totaal    | Totaal     | 33          | 1          |

Laatste update: augustus 2020